# Белый корабль
«Бе́лый кора́бль» (фр. Blanche-Nef; англ. White Ship) — корабль, потерпевший крушение 25 ноября 1120 года в проливе Ла-Манш у берегов Нормандии, в котором погибло большое число англонормандских аристократов, включая наследника английского престола Вильгельма Аделина. Его смерть повлекла за собой кризис престолонаследия в Англии, переросший после смерти короля Англии Генриха I в феодальную анархию в 1135—1154 годах.

## Гибель корабля
«Белый корабль» был построен в Нормандии Томасом Фиц-Стефаном, чей отец служил капитаном во флоте Вильгельма Завоевателя во время завоевания Англии. Он считался одним из лучших нормандских кораблей, построенным по последнему слову техники. В конце 1120 года, после завершения подавления восстания баронов Нормандии и отражения вторжения Людовика VI, английский король Генрих I Боклерк решил вернуться в Англию. Для переправы через Ла-Манш ему был предложен «Белый корабль». Однако король, уже договорившийся об использовании другого судна, передал «Белый корабль» своему сыну Вильгельму. Вместе с последним на нём должна была вернуться в Англию большая группа придворных и англонормандских аристократов.
В момент отплытия корабля на нём находилось около трёхсот человек, включая 140 рыцарей и 18 знатных дам. Помимо принца Вильгельма в их числе были незаконнорождённые дети Генриха I Ричард и Матильда, графиня Першская, Ричард д’Авранш, граф Честер, и его жена Люсия-Маго Блуаская, сенешаль Гийом де Пиру и ещё несколько крупных англонормандских баронов. Среди пассажиров должен был быть и Стефан Блуаский, племянник короля Генриха I, но незадолго до отплытия он сошёл на берег, по свидетельству Ордерика Виталия, из-за заболевания дизентерией. Отправление «Белого корабля» сопровождалось празднеством и распитием вина, в большом количестве доставленного на борт по приказу принца Вильгельма, в результате чего пассажиры и команда к отплытию уже находились в состоянии сильного алкогольного опьянения.
Отход корабля задержался до позднего вечера 25 ноября 1120 года, когда остальные суда английского короля уже находились в Ла-Манше. Вильгельм приказал матросам ускорить греблю, чтобы наверстать упущенное время и догнать королевский флот. Но при выходе из эстуария Сены, неподалёку от Барфлёра, «Белый корабль» в темноте наткнулся на полускрытую в воде скалу и быстро пошёл ко дну. Вильгельму, по легенде, удалось воспользоваться спасательной лодкой, но при попытке спасти свою сестру Матильду Першскую и других придворных он также разбил лодку и утонул. В катастрофе погибли все находящиеся на борту «Белого корабля». Согласно легенде, выжил лишь один человек — мясник из Руана по имени Берольд, который и рассказал историю гибели судна. Ордерик Виталий сообщает, что Томас Фиц-Стефан, капитан корабля, тоже смог выплыть, однако, узнав, что Вильгельм утонул, он предпочёл утонуть и сам, чтобы лично не сообщать королю о смерти сына.

## Последствия
Гибель принца Вильгельма, единственного законного сына и наследника короля Генриха I, резко осложнила династическую проблему в англонормандской монархии. Вскоре после этого в Нормандии вновь вспыхнуло восстание, поддержанное королём Франции и графом Анжуйским, с целью возвести на нормандский престол Вильгельма Клитона, племянника Генриха I. Английский король первоначально остановил выбор своего наследника на Стефане Блуаском, счастливо избежавшем плаванья на «Белом корабле», однако в 1125 году решил провозгласить наследницей свою дочь Матильду. Перспектива передачи престола женщине вызвала недовольство среди части англонормандских аристократов, и после смерти Генриха I в 1135 году в стране началась затяжная гражданская война между сторонниками Стефана Блуаского и Матильды.

## Белый корабль в литературе
- Данте Габриэль Россетти написал балладу «Белый корабль» («The White Ship: a ballad» впервые опубликована в 1881 году).
- Сцена крушения «Белого корабля» является прологом к роману Кена Фоллетта «Столпы Земли» (1989), экранизированному канадскими и немецкими кинематографистами в 2010 году.
- Виктор Гюго упоминает гибель «Бланш-Нефа» в первой части книги «Человек, который смеется» (1869) — в контексте повествования о Каскетском маяке[8].